# Іванівка (Улашанівська сільська громада)
Іва́нівка (пол. Januszówka) — село в Україні, в Улашанівській сільській громаді Шепетівського району Хмельницької області. Населення становить 449 осіб у 2024 роцi.

## Історія
Вперше згадується у 1648 році, як село, що перебуває в оренді у шляхтича Сошинського.
В кінці 19 століття у селі було 182 будинки, 1048 мешканців, старовірський дім молитви, водяний млин.
У 1906 році село (рос. Янушовка) Жуківської волості Ізяславського повіту Волинської губернії. Відстань від повітового міста 31 верст, від волості 2. Дворів 160, мешканців 986.
За переписом 1911 року до великої земельної власності належало 370 десятин.
7 (20) листопада 1917 року, відповідно до Третього Універсалу Української Центральної Ради, увійшло до складу Української Народної Республіки.
В селі в роки німецької окупації була організована підпільна група під керівництвом П. С. Ткачука, яка мала зв'язок з підпіллям села
Стриганів і Славутського лісозаводу. У 1943 році карателі частину її членів розстріляли, решта встигла приєднатись до загонів партизанського з'єднання ім. Ф. М. Михайлова. 167 громадян села нагороджено орденами і медалями СРСР за участь в бойових діях.
Станом на 1970 рік населення села становило 1027 чоловік. Працювала середня школа, клуб, бібліотека, швейна майстерня.
12 червня 2020 року, відповідно до розпорядження Кабінету Міністрів України № 727-р «Про визначення адміністративних центрів та затвердження територій територіальних громад Хмельницької області», увійшло до складу Улашанівської сільської територіальної громади.
19 липня 2020 року, в результаті адміністративно-територіальної реформи та ліквідації Славутського району, село увійшло до складу новоутвореного Шепетівського району.

## Населення
Згідно з переписом УРСР 1989 року чисельність наявного населення села становила 696 осіб, з яких 324 чоловіки та 372 жінки.
За переписом населення України 2001 року в селі мешкало 612 осіб.

### Мова
Розподіл населення за рідною мовою за даними перепису 2001 року:
| Мова       | Відсоток |
| ---------- | -------- |
| українська | 99,67 %  |
| російська  | 0,33 %   |

## Символіка
Затверджений 11 вересня 2015 р. рішенням № 3 LIX сесії сільської ради VI скликання.

### Герб
На золотому щиті з зеленої бази виходить зелений іван-чай з пурпуровими квітами. Щит вписаний у декоративний картуш і увінчаний золотою сільською короною. Унизу картуша напис «ІВАНІВКА» і дата «1648».
Іван-чай символізує назву села. Корона означає статус населеного пункту.

### Прапор
Квадратне полотнище складається з двох горизонтальних смуг — жовтої і зеленої — у співвідношенні 5:1. З нижньої смуги виходить зелений іван-чай з пурпуровими квітами.

## Сільське господарство
В селі містилася центральна садиба найбільшого в районі колгоспу ім. XXI з'їзду КПРС, який користувався 4,1 тис. га орної землі і займався рільництвом та м'ясо-молочним тваринництвом. Допоміжні галузі — рибництво та бджільництво. За трудові успіхи орденами й медалями нагороджено у 1966 році 229 колгоспників.

## Відомі люди
В селі народився Одуха Антон Захарович (нар.1910 — †1967) — Герой Радянського Союзу.